# Saint-Christol-lès-Alès
Saint-Christol-lès-Alès är en kommun i departementet Gard i regionen Occitanien i södra Frankrike. Kommunen ligger i kantonen Alès-Ouest som tillhör arrondissementet Alès. År 2022 hade Saint-Christol-lès-Alès 7 199 invånare.

## Befolkningsutveckling
Antalet invånare i kommunen Saint-Christol-lès-Alès
Referens:INSEE